# NGC 3352
NGC 3352 ist eine linsenförmige Galaxie mit aktivem Galaxienkern vom Hubble-Typ S0 im Sternbild Löwe an der Ekliptik. Sie ist schätzungsweise 254 Millionen Lichtjahre von der Milchstraße entfernt und hat einen Durchmesser von etwa 120.000 Lj.

Im selben Himmelsareal befindet sich u. a. die Galaxie NGC 3363.
Das Objekt wurde am 19. März 1880 von Édouard Stephan entdeckt.